# Liste des circonscriptions électorales du Shropshire
Le Comté cérémoniel du  Shropshire, (qui comprend l'autorité unitaire de Shropshire Council et Telford and Wrekin) est divisé en 5 Circonscription électorale  – 1 Borough constituency et 4 County constituencies.

## Circonscriptions
| Circonscriptions         | Électeur | Majorité | Local autorité                          | Member of Parliament | Member of Parliament | Opposition | Opposition     | Map |
| ------------------------ | -------- | -------- | --------------------------------------- | -------------------- | -------------------- | ---------- | -------------- | --- |
| Ludlow CC                | 66,374   | 18,929   | Shropshire Council                      |                      | Philip Dunne         |            | David Kelly    |     |
| North Shropshire CC      | 78,858   | 16,494   | Shropshire Council                      |                      | Owen Paterson        |            | Graeme Currie  |     |
| Shrewsbury and Atcham CC | 76,402   | 9,565    | Shropshire Council                      |                      | Daniel Kawczynski    |            | Laura Davies   |     |
| Telford BC               | 66,166   | 730      | Telford and Wrekin                      |                      | Lucy Allan           |            | David Wright   |     |
| The Wrekin CC            | 65,942   | 10,743   | Telford and Wrekin & Shropshire Council |                      | Mark Pritchard       |            | Katrina Gilman |     |

## Changements de limites
la Commissions conservent les 5 circonscriptions du Shropshire, ne faisant que de petits changements à la frontière entre Telford et Wrekin pour aligner avec le gouvernement local actuel. Ces changements ont été mis en œuvre pour les Élections générales de 2010.
| Nom                                                                                            | Pre-2010 limites                           | limites actuelles                              |
| ---------------------------------------------------------------------------------------------- | ------------------------------------------ | ---------------------------------------------- |
| 1. Ludlow CC 2. North Shropshire CC 3. Shrewsbury and Atcham CC 4. Telford BC 5. The Wrekin CC | Parliamentary constituencies in Shropshire | New parliamentary constituencies in Shropshire |

## Membres récents de l'histoire du parlement
Les membres du Parlement élus à chaque élection générale depuis 1992 pour chaque circonscription dans le comté. Les députés titulaires sont indiqués en gras.
| circonscription     | 1992                 | 1997                 | 2001              | 2005                  | 2010                  | 2015                  |
| ------------------- | -------------------- | -------------------- | ----------------- | --------------------- | --------------------- | --------------------- |
| Ludlow              | CON Christopher Gill | CON Christopher Gill | LD Matthew Green  | CON Philip Dunne      | CON Philip Dunne      | CON Philip Dunne      |
| North Shropshire    | CON John Biffen      | CON Owen Paterson    | CON Owen Paterson | CON Owen Paterson     | CON Owen Paterson     | CON Owen Paterson     |
| Shrewsbury & Atcham | CON Derek Conway     | LAB Paul Marsden     | LD Paul Marsden†  | CON Daniel Kawczynski | CON Daniel Kawczynski | CON Daniel Kawczynski |
| Telford‡            | LAB Bruce Grocott    | LAB Bruce Grocott    | LAB David Wright  | LAB David Wright      | LAB David Wright      | CON Lucy Allan        |
| The Wrekin‡         | LAB Bruce Grocott    | LAB Peter Bradley    | LAB Peter Bradley | CON Mark Pritchard    | CON Mark Pritchard    | CON Mark Pritchard    |

## Résultats
| 2001 | 2005 | 2010 | 2015 |
| ---- | ---- | ---- | ---- |
|      |      |      |      |

## Circonscriptions historiques
Chronologie des circonscriptions législatives dans le pays, avec historique et existante (caractérisé par le symbole ‡) circonscriptions, par année de création.

### 1290
- Bishop's Castle (1584–1832) – a rotten borough; aboli; aujourd'hui une partie de la circonscription de Ludlow
- Shrewsbury (1290–1983) – est devenue la circonscription de Shrewsbury and Atcham
- Shropshire (1290–1832) – divisé en deux circonscriptions
- (Much) Wenlock (1290–1885) – aboli; aujourd'hui des parties des circonscriptions de Wrekin, Telford et Ludlow

### 1295
- Bridgnorth (1295–1885) – aboli; aujourd'hui une partie de la circonscription de Ludlow

### 1473
- Ludlow‡

### 1832
- North Shropshire (1832–1885) – divisé entre les circonscriptions de Newport, Oswestry et Wellington; relancé en 1983
- South Shropshire (1832–1885) – fusionné avec la circonscription de Ludlow

### 1885
- Newport (Shropshire) (1885–1918) – est devenu une partie de la circonscription de Wrekin
- Oswestry (1885–1983) – est devenue la circonscriptionde North Shropshire
- Wellington (Shropshire) (1885–1918) – est devenu une partie de la circonscription de Wrekin

### 1918
- The Wrekin (1918–1997) – divisé entre les circonscriptions de The Wrekin et Telford

### 1983
- North Shropshire‡
- Shrewsbury and Atcham‡

### 1997
- Telford‡
- The Wrekin‡

La réorganisation de 1997 pour le Shropshire a fait passer les circonscriptions du comté de quatre à cinq.